# Коровкин, Виктор Иванович
Виктор Иванович Коровкин (род. 23 февраля 1944) — советский хоккеист, нападающий. Мастер спорта СССР (1963).

## Биография
Воспитанник воскресенского «Химика». Играл за команду в чемпионате СССР в сезонах 1961/62 — 1965/66, 1967/68 — 1969/70. Играл в чемпионате также за команды «Торпедо» Минск (1966/67) и «Крылья Советов» Москва (1969/70 — 1970/71). Выступал во второй лиге за «Нефтяник» Ухта (1971/72 — 1974/75) и «Апатитстрой» Апатиты (1976/77).